# 3667 Anne-Marie
A 3667 Anne-Marie (ideiglenes jelöléssel 1981 EF) a Naprendszer kisbolygóövében található aszteroida. Edward L. G. Bowell fedezte fel 1981. március 9-én.